# Paranocarodes beieri
Paranocarodes beieri är en insektsart som först beskrevs av Willy Adolf Theodor Ramme 1951.  Paranocarodes beieri ingår i släktet Paranocarodes och familjen Pamphagidae. Inga underarter finns listade i Catalogue of Life.